# Elivelto
Elivelton Ribeiro Dantas, meglio noto come Elivelto (Holambra, 2 gennaio 1992), è un calciatore brasiliano, attaccante del Panevėžys.

## Carriera
Cresciuto nel settore giovanile del Flamengo, nel 2014 si trasferisce Lituania, firmando dapprima con l'Ekranas, poi con lo Žalgiris. Tra il 2018 e il 2020 gioca nella prima divisione dei campionati di Israele, Lettonia, Kazakistan ed Uzbekistan. Nel 2020 torna nuovamente in Lituania, firmando col Panevėžys.

## Palmarès

### Club

#### Competizioni nazionali
- Campionato lituano: 2

Žalgiris: 2015, 2016
- Coppa di Lituania: 3

Žalgiris: 2015-2016, 2016
Panevėžys: 2020
- Supercoppa di Lituania: 3

Žalgiris: 2016, 2017
Panevėžys: 2021